# Schnittwinkel (Geometrie)

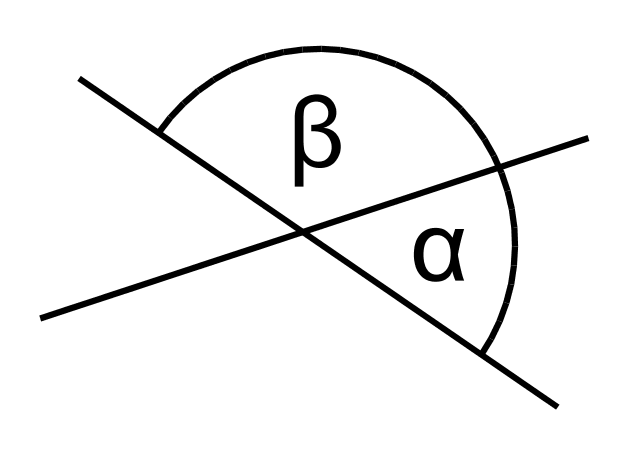
Schnittwinkel zwischen zwei Geraden

Ein Schnittwinkel ist in der Geometrie ein Winkel zwischen zwei sich schneidende Kurven (insbesondere Geraden) oder Flächen. Beim Schnitt zweier Geraden entstehen im Allgemeinen vier Schnittwinkel, von denen je zwei gegenüberliegende kongruent sind. Als Schnittwinkel wird meist der kleinere dieser beiden kongruenten Winkel bezeichnet, der dann spitz- oder rechtwinklig ist. Da Nebenwinkel sich zu 180° ergänzen, lässt sich der größere Schnittwinkel, der dann stumpf- oder rechtwinklig ist, aus diesem ermitteln. Ein besonderer Fall liegt vor, wenn sich die Geraden in einem rechten Winkel schneiden. Dann sind alle Winkel gleich groß und jeder kann als Schnittwinkel angesehen werden.

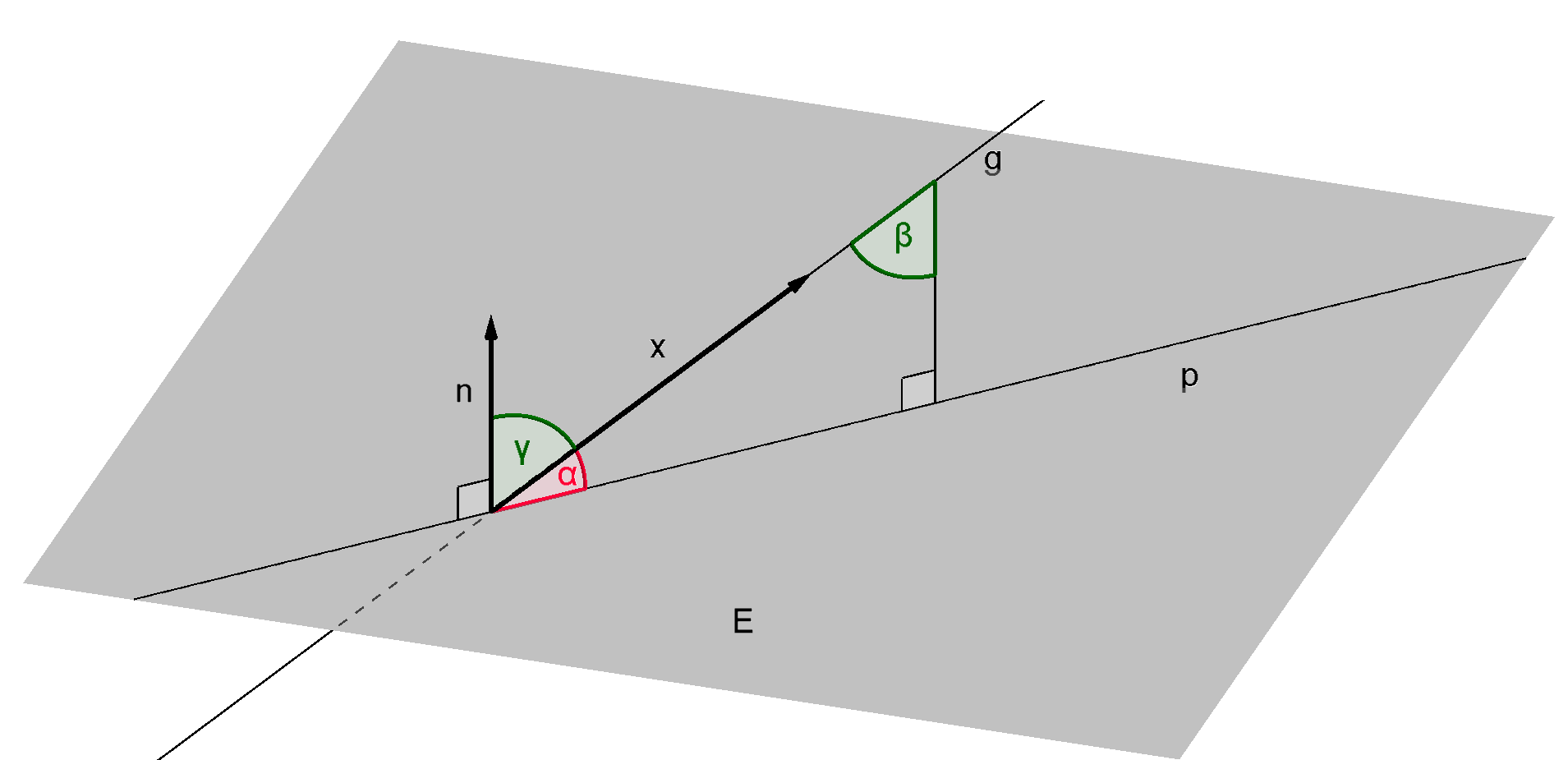
Schnittwinkel, Gerade g, Ebene E, Projektionsgerade p

Schnittwinkel zwischen den Graphen zweier reeller Funktionen lassen sich mittels der Ableitungen der Funktionen am Schnittpunkt berechnen. Schnittwinkel zwischen zwei Kurven kann man über das Skalarprodukt der Tangentialvektoren am Schnittpunkt ermitteln. Der Schnittwinkel zwischen einer Kurve und einer Fläche ist der Winkel zwischen dem Tangentialvektor der Kurve und dem Normalenvektor der Fläche am Schnittpunkt. Der Schnittwinkel zweier Flächen ist der Winkel zwischen den Normalenvektoren der Flächen und dann abhängig vom Punkt auf der Schnittkurve.

## Schnittwinkel von Funktionsgraphen

Schnittwinkel zwischen den Graphen zweier linearer Funktionen

### Schnittwinkel zweier linearer Funktionen

Zur Herleitung der Formel für den Schnittwinkel

Der Schnittwinkel {\displaystyle \alpha } zwischen den Graphen zweier linearer Funktionen mit den Steigungen {\displaystyle m_{1}} bzw. {\displaystyle m_{2}} berechnet sich für {\displaystyle m_{1}\cdot m_{2}\neq -1} mittels
{\displaystyle \tan \alpha =\left|{\frac {m_{1}-m_{2}}{1+m_{1}\cdot m_{2}}}\right|}.
Dabei ist {\displaystyle \tan \alpha } der Tangens des Schnittwinkels und {\displaystyle |\cdot |} der Absolutbetrag. 
Gilt für die Steigungen {\displaystyle m_{1}\cdot m_{2}=-1}, so schneiden sich die beiden Geraden rechtwinklig.

#### Herleitung
Die Steigungswinkel {\displaystyle \alpha _{1},\alpha _{2}} und die Steigungen {\displaystyle m_{1},m_{2}} der linearen Funktionen hängen über {\displaystyle \tan \alpha _{1}=m_{1}} und {\displaystyle \tan \alpha _{2}=m_{2}} miteinander zusammen. Aus den Steigungswinkeln kann man den Schnittwinkel {\displaystyle \alpha } sofort berechnen als {\displaystyle |\alpha _{1}-\alpha _{2}|} bzw. {\displaystyle 180^{\circ }-|\alpha _{1}-\alpha _{2}|}, je nachdem ob die Differenz der Steigungswinkel höchstens {\displaystyle 90^{\circ }} oder größer als {\displaystyle 90^{\circ }} ist. Für {\displaystyle |\alpha _{1}-\alpha _{2}|<90^{\circ }} folgt mit dem Additionstheorem für den Tangens
{\displaystyle \tan \alpha =\tan |\alpha _{1}-\alpha _{2}|=\left|{\frac {\tan \alpha _{1}-\tan \alpha _{2}}{1+\tan \alpha _{1}\cdot \tan \alpha _{2}}}\right|=\left|{\frac {m_{1}-m_{2}}{1+m_{1}\cdot m_{2}}}\right|}.
Für {\displaystyle |\alpha _{1}-\alpha _{2}|>90^{\circ }} erhält man unter Benutzung von  {\displaystyle \tan(180^{\circ }-|\alpha _{1}-\alpha _{2}|)=-\tan |\alpha _{1}-\alpha _{2}|}  dieselbe Formel.

#### Beispiel
Die linearen Funktionen {\displaystyle f(x)=2x-1} und {\displaystyle g(x)=-0,6x+5} haben die Steigung {\displaystyle m_{1}=2} und {\displaystyle m_{2}=-0{,}6}. Für den Schnittwinkel {\displaystyle \alpha } gilt somit
{\displaystyle \tan \alpha =\left|{\frac {2-(-0{,}6)}{1+2\cdot (-0{,}6)}}\right|=13\quad \Rightarrow \alpha =\arctan 13\approx 85{,}6^{\circ }}.

### Schnittwinkel zweier differenzierbarer Funktionen
Allgemeiner lässt sich auf diese Weise auch der Schnittwinkel zwischen den Graphen zweier differenzierbarer Funktionen mit den Ableitungen {\displaystyle f'(x_{S})} bzw. {\displaystyle g'(x_{S})} im Schnittpunkt {\displaystyle x_{S}} ermitteln:
{\displaystyle \tan \alpha =\left|{\frac {f'(x_{S})-g'(x_{S})}{1+f'(x_{S})\cdot g'(x_{S})}}\right|\quad }für {\displaystyle \quad f'(x_{S})\cdot g'(x_{S})\neq -1}
und für {\displaystyle f'(x_{S})\cdot g'(x_{S})=-1} beträgt der Schnittwinkel {\displaystyle 90^{\circ }}.

#### Beispiele

Die Graphen der beiden linearen Funktionen {\displaystyle f(x)={\sqrt {3}}x+4} und {\displaystyle g(x)={\tfrac {1}{\sqrt {3}}}x-1} schneiden sich an der Stelle {\displaystyle x=-{\tfrac {5}{2}}{\sqrt {3}}} in einem {\displaystyle 30^{\circ }}-Winkel, denn
{\displaystyle \tan \alpha =\left|{\frac {{\sqrt {3}}-{\tfrac {1}{\sqrt {3}}}}{1+{\sqrt {3}}\cdot {\tfrac {1}{\sqrt {3}}}}}\right|={\frac {1}{\sqrt {3}}}\Rightarrow \alpha =\arctan {\frac {1}{\sqrt {3}}}=30^{\circ }}.
Die Exponentialfunktion {\displaystyle f(x)=e^{x}} schneidet die konstante Funktion {\displaystyle g(x)=1} an der Stelle {\displaystyle x=0} in einem Winkel von 45°, denn
{\displaystyle \tan \alpha =\left|{\frac {f'(0)-g'(0)}{1+f'(0)\cdot g'(0)}}\right|=\left|{\frac {1-0}{1+1\cdot 0}}\right|=1\quad \Rightarrow \alpha =\arctan 1=45^{\circ }}.

## Schnittwinkel von Kurven und Flächen

### Schnittwinkel zweier Geraden

Der Schnittwinkel zweier (hier kreisförmiger) Kurven ist der Winkel zwischen den Tangenten der Kurven und am Schnittpunkt.

Im euklidischen Raum gilt für den Schnittwinkel {\displaystyle \alpha } zweier sich schneidender Geraden mit den Richtungsvektoren {\displaystyle {\vec {a}}} und {\displaystyle {\vec {b}}}
{\displaystyle \cos \alpha =|\cos \varphi |={\frac {|{\vec {a}}\cdot {\vec {b}}|}{|{\vec {a}}|\,|{\vec {b}}|}}},
wobei {\displaystyle \varphi } der von den beiden Vektoren eingeschlossene Winkel und {\displaystyle {\vec {a}}\cdot {\vec {b}}} das Skalarprodukt der beiden Vektoren ist. Hieraus kann man mithilfe des Arkuskosinus den Schnittwinkel bestimmen.

#### Beispiel
Der Schnittwinkel zwischen zwei sich schneidenden Raumgeraden mit den Richtungsvektoren  {\displaystyle {\vec {a}}=(1,4,5)^{T}} und {\displaystyle {\vec {b}}=(2,1,3)^{T}} ist

Schnittwinkel zweier Geraden in Parameterform

{\displaystyle \cos \alpha ={\frac {|1\cdot 2+4\cdot 1+5\cdot 3|}{{\sqrt {1^{2}+4^{2}+5^{2}}}\,{\sqrt {2^{2}+1^{2}+3^{2}}}}}={\frac {21}{{\sqrt {42}}\,{\sqrt {14}}}}={\frac {3}{2{\sqrt {3}}}}\quad \Rightarrow \alpha =\arccos {\frac {3}{2{\sqrt {3}}}}=30^{\circ }}.

#### Herleitung
Da die Neigung zweier Geraden zueinander von Parallelverschiebungen unberührt bleibt, genügt es, zwei sich schneidende Ursprungsgeraden {\displaystyle g\colon {\vec {x}}=s{\vec {a}}} und {\displaystyle h\colon {\vec {x}}=t{\vec {b}}} zu betrachten. Ist der von den Richtungsvektoren {\displaystyle {\vec {a}}} und {\displaystyle {\vec {b}}} eingeschlossene Winkel {\displaystyle \varphi \leq 90^{\circ }}, so handelt es sich schon um den Schnittwinkel {\displaystyle \alpha } und aus der geometrischen Definition {\displaystyle {\vec {a}}\cdot {\vec {b}}=|{\vec {a}}||{\vec {b}}|\cos \varphi } des Skalarprodukts folgt sofort
{\displaystyle \cos \alpha ={\frac {{\vec {a}}\cdot {\vec {b}}}{|{\vec {a}}||{\vec {b}}|}}}.
Ist hingegen {\displaystyle \varphi >90^{\circ }}, so ist der Nebenwinkel von {\displaystyle \varphi } der Schnittwinkel, d. h. es gilt {\displaystyle \alpha =180^{\circ }-\varphi } und somit {\displaystyle \varphi =180^{\circ }-\alpha }. Einsetzen in die geometrische Definition des Skalarprodukts und {\displaystyle \cos(180^{\circ }-\alpha )=-\cos \alpha } liefert
{\displaystyle \cos \alpha =-{\frac {{\vec {a}}\cdot {\vec {b}}}{|{\vec {a}}||{\vec {b}}|}}}.
Da aber im ersten Fall {\displaystyle {\vec {a}}\cdot {\vec {b}}\geq 0} und im zweiten Fall {\displaystyle {\vec {a}}\cdot {\vec {b}}<0} gilt, lassen sich die beiden Formeln mithilfe des Absolutbetrags zu der oben angegebenen Formel zusammenfassen.

### Schnittwinkel zweier differenzierbarer Kurven
Allgemeiner lässt sich so auch der Schnittwinkel zweier differenzierbarer Kurven über das Skalarprodukt der zugehörigen Tangentialvektoren {\displaystyle {\vec {a}}} und {\displaystyle {\vec {b}}} am Schnittpunkt ermitteln.

#### Beispiel
Um den Schnittwinkel zwischen der Gerade {\displaystyle {\sqrt {3}}x-y=1} und dem Einheitskreis {\displaystyle x^{2}+y^{2}=1} im Punkt {\displaystyle ({\tfrac {\sqrt {3}}{2}},{\tfrac {1}{2}})} zu berechnen ermittelt man die beiden Tangentialvektoren in diesem Punkt als {\displaystyle {\vec {a}}=(1,{\sqrt {3}})} und {\displaystyle {\vec {b}}=(-{\tfrac {1}{2}},{\tfrac {\sqrt {3}}{2}})} und damit
{\displaystyle \cos \alpha ={\frac {\left|1\cdot (-{\tfrac {1}{2}})+{\sqrt {3}}\cdot {\tfrac {\sqrt {3}}{2}}\right|}{{\sqrt {1+3}}\,{\sqrt {{\tfrac {1}{4}}+{\tfrac {3}{4}}}}}}={\frac {1}{2}}\quad \Rightarrow \alpha =\arccos {\frac {1}{2}}=60^{\circ }}.

### Schnittwinkel einer Kurve mit einer Fläche
Der Schnittwinkel {\displaystyle \alpha } zwischen einer Gerade mit dem Richtungsvektor {\displaystyle {\vec {x}}} und einer Ebene mit dem Normalenvektor {\displaystyle {\vec {n}}} ist durch
{\displaystyle \sin \alpha ={\frac {|{\vec {n}}\cdot {\vec {x}}|}{|{\vec {n}}|\,|{\vec {x}}|}}}
gegeben. Allgemeiner kann man so auch den Schnittwinkel zwischen einer differenzierbaren Kurve und einer differenzierbaren Fläche über das Skalarprodukt des Tangentialvektors der Kurve {\displaystyle {\vec {x}}} mit dem Normalenvektor der Fläche {\displaystyle {\vec {n}}} am Schnittpunkt berechnen. Dieser Schnittwinkel ist dann gleich dem Winkel zwischen dem Tangentialvektor der Kurve und dessen Orthogonalprojektion auf die Tangentialebene der Fläche.

### Schnittwinkel zweier Flächen

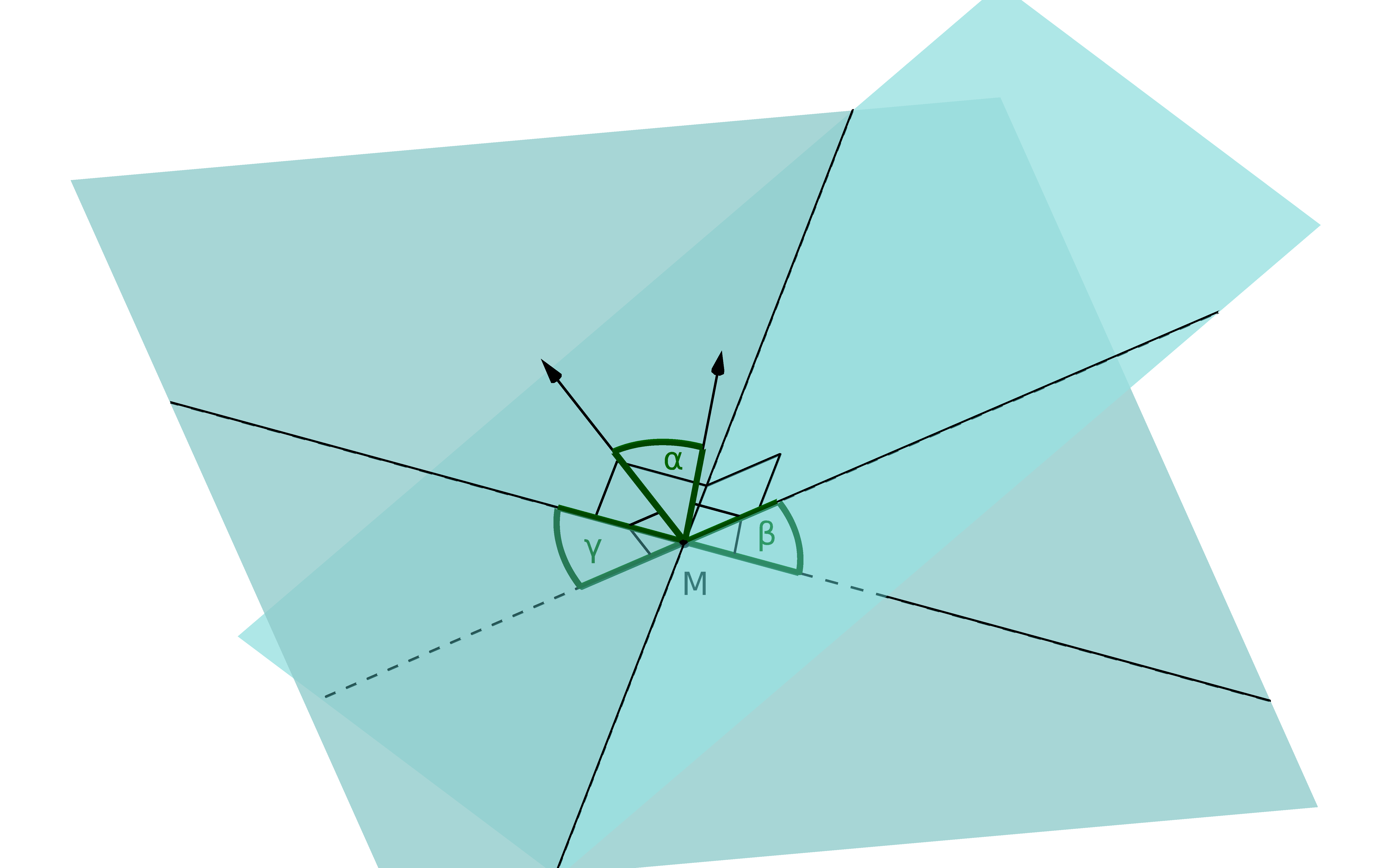
Schnittwinkel zwischen zwei Ebenen:

Für den Schnittwinkel {\displaystyle \alpha } zwischen zwei Ebenen mit den Normalenvektoren {\displaystyle {\vec {n}}} und {\displaystyle {\vec {m}}} gilt entsprechend
{\displaystyle \cos \alpha ={\frac {|{\vec {n}}\cdot {\vec {m}}|}{|{\vec {n}}|\,|{\vec {m}}|}}}.
Allgemeiner lässt sich so auch der Schnittwinkel zwischen zwei differenzierbaren Flächen ermitteln. Dieser Schnittwinkel hängt dabei im Allgemeinen von dem Punkt auf der Schnittkurve ab.